# SN 2010kp
SN 2010kp – supernowa odkryta 8 grudnia 2010 roku w galaktyce A040341+7045. W momencie odkrycia miała maksymalną jasność 17,90m.